# هاري دين (سياسي)
هاري دين (بالإنجليزية: Harold Dean)‏ هو سياسي أسترالي، ولد في 20 فبراير 1913 في بريزبان في أستراليا، وتوفي في 28 فبراير 1997 في أستراليا. حزبياً، نشط في حزب العمال الأسترالي. وقد انتخب عضو المجلس التشريعي ولاية كوينزلاند.